# Solella de Serramitja

La Solella de Serramitja, respecte del terme de Castellcir

La Solella de Serramitja és una solana a cavall dels termes municipals de Castellcir i Monistrol de Calders, al Moianès.
Està situada a l'extrem nord-est del terme, al nord-est també de la Coma i al sud-oest de Serramitja. És en el vessant sud i sud-est del Serrat de Baiones. La masia de Serramitja és dins del terme municipal de Moià, però la seva solella és a cavall dels de Castellcir i Monistrol de Calders.

## Etimologia
Molts dels topònims catalans són moderns i de caràcter clarament descriptiu; en aquest cas, es tracta de la solana situada al sud-oest de la masia de Serramitja.